# Возрождение (Кавказский район)
Возрождение — посёлок в Кавказском районе Краснодарского края.
Входит в состав Мирского сельского поселения.

## География

### Улицы
| - ул. Центральная, - ул. Гагарина, - ул. Западная, - ул. Зелёная, - ул. Зелёная, - ул. Кирпичная, - ул. Короткая, - ул. Ленина, - ул. Мира, | - ул. Набережная, - ул. Первомайская, - ул. Садовая, - ул. Северная, - ул. Степная, - ул. Школьная, - ул. Юбилейная. |

## Население
| 2002 | 2010 |
| ---- | ---- |
| 373  | ↘306 |